# Joan III (patriarca copte)
Joan III (copte: Ⲓⲱⲁⲛⲛⲏⲥ; àrab: يوأنس, Yūʾannas) (Samannud, ? - ?, 27 de novembre de 689) va ser el 40è papa d'Alexandria i patriarca de la Seu de Sant Marc (680-689). Era originari de Samannud una ciutat al nord d'Egipte, per això també se l'ha anomenat papa Joan III de Samannud. Durant el seu papat el governador musulmà de Damasc era Marwan I fins després de la mort de Yazid, fill de Muàwiya I i pare Muàwiya II, Marwan tenia el control del Xam i d'Egipte.
Com a califa, Marwan va nomenar governadors els seus fills arreu de les províncies del Califat. Col·locà al seu fill Abd-al-Aziz ibn Marwan com a governador d'Egipte i el seu fill gran Abd-al-Màlik ibn Marwan, governador de Damasc, qui més tard succeiria al seu pare.
En aquella etapa els governants omeies encara estaven en guerra amb Abd-Al·lah ibn az-Zubayr.
I quan Abd-al-Aziz es va convertir en governador d'Egipte, el papa Joan III va escriure d'Alexandria a Misr als dos escribes que presidien el seu divan, per assabentar-los de què havia passat amb el segell, que s'havia posat a tots els llocs, i el problema amb els calcedonians díscols que l'afectaven. Tot seguit aquests escribes van enviar missatgers a Alexandria amb les instruccions que els segells havien de ser destruïts en els llocs on s'havien posat, i que tots els béns de l'Església havien de ser lliurats al Pare Patriarca.
L'any 680, el papa Joan III va reconstruir la Catedral de Sant Marc a Alexandria.